# JydskeVestkysten
JydskeVestkysten, ofte forkortet JV, er Danmarks største regionale nyhedsmedie både målt på antallet af ugentlige brugere (500.000 ugentlige brugere) af nyhedssitet og antallet af ugentlige læsere, der ifølge Kantar Gallup i 2021 var på 185.000. Dagbladet udkommer i Syd- og Sønderjylland og har sit hovedsæde i Esbjerg. JydskeVestkysten udkommer dagligt i otte udgaver – Esbjerg, Varde, Kolding, Haderslev, Aabenraa, Sønderborg, Tønder, Vejen/Billund, hver med sin egen lokalsektion. Foruden i de nævnte byer er der også redaktioner i Ribe og Grindsted. Avisen beskæftiger i alt 80 journalistiske medarbejdere  . Foruden indholdet til JydskeVestkysten laver medarbejderne også stoffet til 10 ugeaviser med i alt 332.000 ugentlige læsere. Ugeaviserne udkommer i følgende områder: Esbjerg, Ribe, Tønder, Sønderborg, Aabenraa, Haderslev, Kolding, Vejen, Billund/Grindsted og Varde.

## Historie
JydskeVestkysten er partipolitisk uafhængig og har som sit formål at støtte demokrati og sammenhængskraft med rod i det lokale. På lederplads udtrykker avisen et borgerligt-liberalt grundsyn.[kilde mangler] JydskeVestkysten blev skabt i 1991 som en fusion mellem dagbladet Vestkysten og Jydske Tidende. I 1993 kom Folkebladet Sydjylland (Kolding Folkeblad) til. Avisens rødder går dog helt tilbage til 1786, hvor første udgave af Ribe Stiftstidende så dagens lys.
JydskeVestkysten var fra 1991-2013 ejet ligeligt af Det Berlingske Officin og Den Sydvestjydske Venstrepresse. Den Sydvestjyske Venstrepresse købte i 2013 Berlingske ud og overtog samtidig Berlingskes avistrykkeri i Kolding samt Berlingskes ugeaviser i Kolding, Haderslev, Aabenraa og Sønderborg. JydskeVestkysten blev under selskabsnavnet Syddanske Medier i 2015 en del af Jysk Fynske Medier i en fusion, der også omfattede Fynske Medier og Jyske Medier. I januar 2023 skiftede Jysk Fynske Medier navn til JFM. 
Mette Cramon har siden 1. januar 2024 været chefredaktør for JydskeVestkysten, hvor hun overtog rollen efter Mads Sandemann. Mads Sandemann endte med at sidde på chefredaktørposten fra 2017 til 2023.

## Opslagstal og læsertal
I 2008 udkom avis i 68.460 eksemplarer mandag-lørdag og 76.019 søndag.
Læsertal
I 2017 havde JV 125.000 læsere, men i 2018 blev dagbladet  læst af 118.000 mennesker.
Ifølge MediaWatch er Jydske Vestkystens læsertal faldet fra 127.000 til 117.000 personer i løbet af årene 2017-19.
Fra andet halvår 2017 til andet halvår 2018 har JydskeVestkysten mistet en del af læserskaren med et fald fra 125.000 til 118.000 læsere.